# King's Quest III: To Heir Is Human
King's Quest III: To Heir Is Human är ett äventyrsspel som ursprungligen släpptes till Apple II och DOS år 1986. Spelet är det tredje i King's Quest-serien och utvecklades av företaget Sierra On-Line.

## Handling
I King's Quest III är spelarfiguren den sjuttonåriga Gwydion, en pojke som så länge han kan minnas har hållits fången hos och tjänat den stränge trollkarlen Manannan i dennes isolerade boning på toppen av ett högt berg i landet Llewdor. Gwydion tvingas att utföra tjänster såsom att städa och laga mat åt trollkarlen och utsätts för olika typer av bestraffningar om han inte lever upp till trollkarlens krav.
I spelets inledning måste Gwydion genom list frigöra sig från Manannans järngrepp. När han är ute och reser ska man försöka hitta hans gömda laboratorium och läsa hans magibok som är full med trollformler, sedan ska man fara genom Llewdor för att samla de ingredienser som krävs för formlerna. Efter att ha tagit hand om Manannan ska man besöka ett orakel, som berättar att man egentligen är en prins från Daventry (det land där de två första spelen i serien utspelar sig). Man ska sedan lämna landet Llewdor och ta sig till Daventry.